# 魏克思
魏克思（1913年9月15日—2001年6月11日），美國外科醫生，長期與妻子魏愛倫一同在臺灣彰化基督教醫院服務，第八屆醫療奉獻獎得主。

## 生平

### 早年生活
魏克思（Joseph Wilkerson），1913年生於北卡羅來納州德罕郡。少年時曾立志當牧師，後來自覺木訥寡言，無法在眾人面前證道。於田納西州的馬里維爾學院化學系畢業後，為醫療宣教，考入弗吉尼亞州立大學醫學院。在美國接受住院醫師訓練之際，適值日軍偷襲珍珠港，便奉召入伍，在水陸兩棲部隊擔任中尉軍醫官。
退伍還鄉後，為了實現到中國當宣教醫師的任務，在1947年和未婚妻魏愛倫先到耶魯大學學習中文，1948年結婚。後一起到浙江嘉興基督教醫院行醫，不久國共內戰，魏克思獨留嘉興，妻子前往上海待產。中華人民共和國建立後，他被因當成美國間諜而監禁九個月。1951年抵達香港，後以擔任香港總督夫人隨船醫生的身分，搭船到加州與分離兩年的妻女重逢。

### 到達臺灣

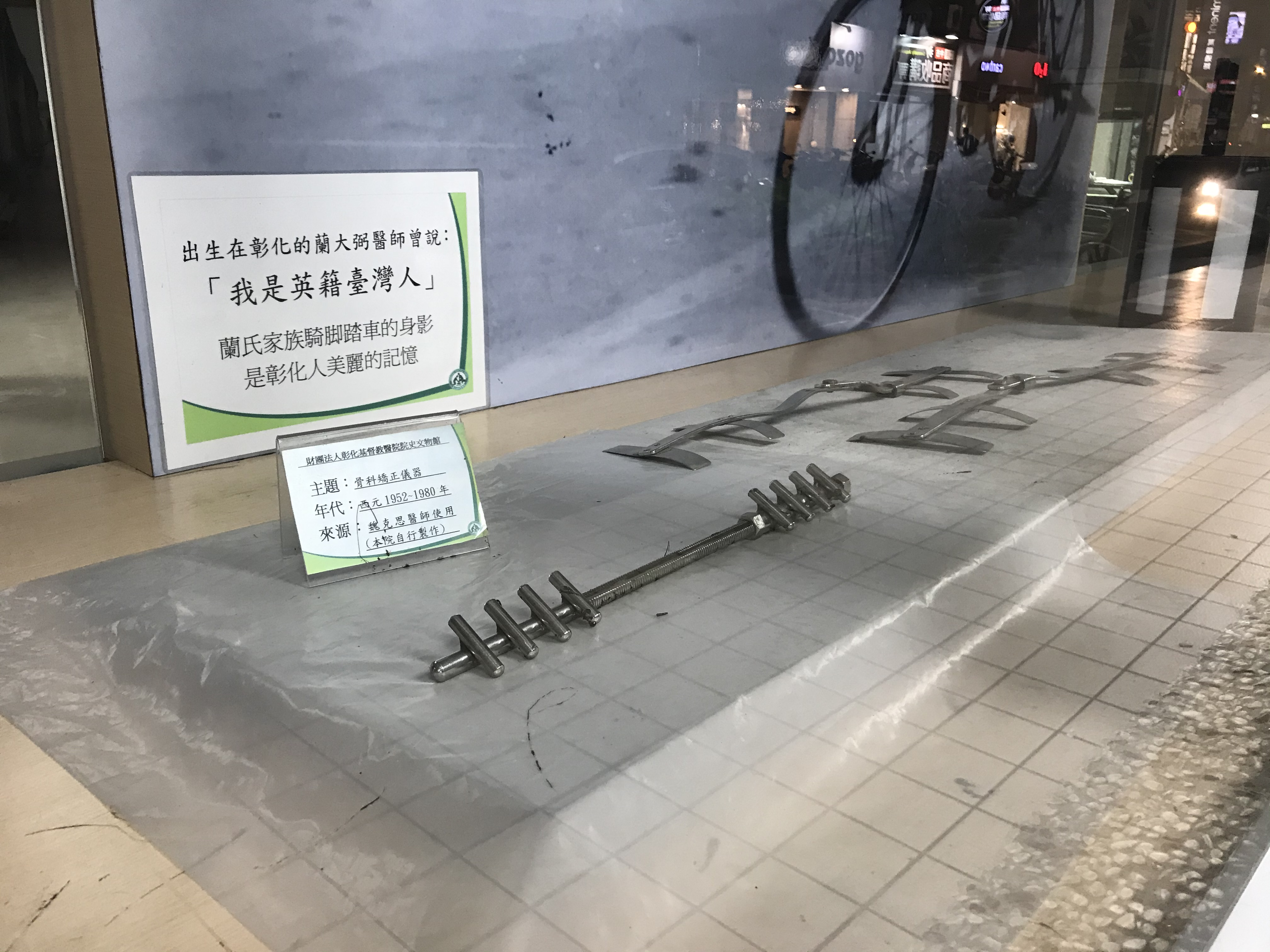
魏克思使用的骨科矯正儀器。

魏克思仍一心要到東方行醫，在美受過外科專科醫師訓練後，1953年抵達臺灣。先後至屏東、嘉義基督教醫院及台北馬偕醫院服務。隔年在蘭大弼邀請下，擔任彰化基督教醫院任外科主任，並兼任醫務副院長。彰化基督教醫院醫療品質部督導黃峰美回憶，魏克思當年不僅是外科權威，也從美國帶來美國手術室護理學會的手術全期護理，從他那邊學到以病人為中心的完整性考慮。彰基外科部主任陳守棟表示，戰後初期，中臺灣小兒麻痺、痲瘋及結核病橫行，魏老師以最專精的外科矯正手術，讓原本跛腳及佝僂的病患，不必終生在地上爬行，而原只能藉臀部移位、一拐一拐移動的病患，可直立前行。在彰基服務廿七年間，他特別關懷痳瘋病人和小兒麻痺症、結核等患者，利用他外科矯正醫療手術，矯正他們身體上殘缺和畸型。在彰化市大埔路開設瑪莉諾聖母診所的黎安德，也會將病患轉介而來。
根據彰化基督教醫院總幹事陳美玲所說，魏克思利用休假到美國各大醫院深造，有兩年的胸腔外科訓練及一年半的泌尿科專門訓練，為台灣中部病人提供先進的胸腔外科、泌尿外科、骨科和整型外科的服務。魏克思也會自行動手製作一些器械和用品，如整修外國捐助的二手麻醉機、小兒麻痺患者用的支架、鐵鞋，製作醫院教材。彰基外科部主任陳守棟表示，魏醫師開刀病歷不管是解剖層次、開刀過程，都寫得非常詳細。
魏克思在彰基訂下了醫護人員為病人上麻醉、手術前，要先為病人禱告的傳統。魏克思妻子魏愛倫則在彰基擔任護理部主任，亦出任彰基護校主任，培養近百名彰基的護理幹部。
魏克思把教會發給他的零用金用於貧病者身上，若有病患無錢支付醫療費，他就代墊。此外他也設立了貧苦病患醫療基金，接濟貧苦。他還固定每週一次到埔里基督教醫院協助該院外科部門，並且幫助較落後山區、原住民的醫療，也時常關懷台南北門的烏腳病病人、以及屏東、台東等基督教醫院有需要的病人。1977年，魏克思三子車禍身亡時，魏克思夫妻籌不出返美旅費，最後才在大家湊錢資助下，返美料理喪事。

### 返回美國
1980年7月1日，魏克思與蘭大弼兩人同時榮譽退休。魏克思退休後仍到處投入醫療義工行，在巴基斯坦醫療服務時發現罹患攝護腺癌，回美國接受治療。
1998年魏克思得第八屆醫療奉獻獎時，由彰基院長黃昭聲力邀魏克思夫婦回臺灣領獎。彰基醫師們在同年4月19日舉行三天的畫作義賣活動，為事前不知情的魏克思夫妻募款，以改善他們退休後拮据的生活。2000年，黃昭聲指派陳守棟醫師、及院史文物館陳美玲館長到住北卡羅萊那州養老院，去關心魏醫師夫婦狀況。
魏克思於2001年6月11日去世後，彰基在8月19日舉行追思會，魏克思二十多年看診的椅子放在禮堂中間。